# Marienhospital Papenburg-Aschendorf

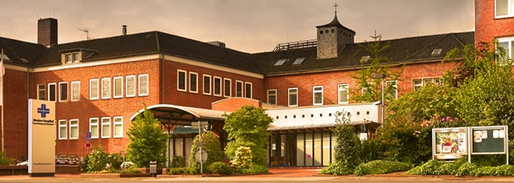
Marienhospital Papenburg-Aschendorf

Das Marienhospital Papenburg-Aschendorf (Eigenschreibweise: Marien Hospital Papenburg Aschendorf) ist ein katholisches Krankenhaus der Grund- und Regelversorgung in der Rechtsform einer gGmbH in Papenburg.
Gesellschafter der gGmbH sind der St. Bonifatius Hospitalgesellschaft Lingen e. V. und die Stiftung Marienhospital Papenburg-Aschendorf.
Das Marienhospital deckt die regionale Patientenbetreuung im nördlichen Emsland und südlichen Ostfriesland ab. Diagnostik und Behandlung erfolgen in neun Fachabteilungen, zwei Belegabteilungen sowie drei medizinischen Versorgungszentren und weiteren interdisziplinären Zentren. Dem Krankenhaus ist eine Pflegeakademie angegliedert; außerdem fungiert das Marienhospital Papenburg-Aschendorf als akademisches Lehrkrankenhaus der Carl-von-Ossietzky Universität Oldenburg.
Das Krankenhaus beschäftigt rund 1.000 Mitarbeiter. Jährlich werden etwa 55.000 Patienten ambulant und 12.000 Patienten stationär behandelt.

## Geschichte
Gegründet wurden sowohl das Marienhospital Papenburg als auch der St. Marienstift in Aschendorf im Jahr 1898, als Thuiner Ordensschwestern gemeinsam mit niedergelassenen Ärzten die Patientenversorgung übernahmen.
In den nächsten zehn Jahren folgte die Gründung der Stiftung Marienhospital Papenburg sowie deren landesherrliche Genehmigung durch Kaiser Wilhelm II. 1913 erweiterte man den Bau um acht Krankenzimmer und 1924 um einen neuen Operationsraum sowie ein Röntgengerät.
Seit 1953 gehörte dem Haus eine Krankenpflegeschule an. Bis in die 1960er Jahre folgte die Umstrukturierung des Marienhospitals von einem Belegkrankenhaus in ein Krankenhaus der Grund- und Regelversorgung mit Hauptabteilungen sowie die Einrichtung einer angegliederten Kinderkrankenpflegeschule.
In den 1990er Jahren erfolgte die Aufstockung um zwei weitere Bettenetagen, die Eröffnung der Kinder- und Jugendpsychiatrie am Standort in Aschendorf, wenige Jahre später die Einrichtung einer Tagesklinik für Kinder- und Jugendpsychiatrie sowie die Fusion der Krankenhäuser Marienhospital Papenburg und der Orthopädischen Klinik St. Marienstift in Aschendorf zur Marienkrankenhaus Papenburg-Aschendorf GmbH. Außerdem erfolgte in den 1990ern die Errichtung eines Ärztehauses am Marienkrankenhaus.
Seit 2011 befindet sich die Marienkrankenhaus Papenburg-Aschendorf GmbH in gemeinsamer Trägerschaft mit dem St. Bonifatius Hospitalgesellschaft Lingen e.V und der Stiftung Marien Hospital Papenburg Aschendorf. Im Jahr darauf erfolgten der Umbau und die Einrichtung eines Herzkatheterlabors mit Hybridtechnik in Papenburg sowie die Einrichtung einer Tagesklinik für Kinder- und Jugendpsychiatrie am Standort Leer. Ein Jahr später wurden der Umbau und die Einrichtung einer integrativen Kinderstation mit Intensivplätzen für Neugeborene, Frühgeborene und kranke Neugeborene sowie die Errichtung einer Abteilung für Geriatrie abgeschlossen. Seit 2014 trägt das ehemalige Marienkrankenhaus den Namen Marien Hospital Papenburg Aschendorf gGmbH.
In 2016 erfolgte die erstmalige Zertifizierung der gynäkologischen Abteilung zum Endometriosezentrum von der Stiftung Endometriose-Forschung (SEF). In 2017 wurde die Chest Pain Unit – eine Einheit zur Überwachung und Behandlung von Patienten mit akuten Brustschmerzen – erstmals von der Deutschen Gesellschaft für Kardiologie (DKG) zertifiziert. 2019 wurde die Medizinische Klinik I (Kardiologie) als Heart-Failure-Unit-Schwerpunktklinik (HFU) – für Patienten mit Herzschwäche – anerkannt. Die Zertifizierung wurde von der Deutschen Gesellschaft für Kardiologie – Herz- und Kreislaufforschung e.V. (DGK) und der Deutschen Gesellschaft für Thorax-, Herz- und Gefäßchirurgie e.V. (DGTHG) durchgeführt.
Die bisher größte Baumaßnahme im bestehenden Gebäude begann im Frühjahr 2019: der Neubau der Zentralen Notaufnahme und des zweiten Linksherzkatheterlabors.
Seit dem 1. Oktober 2019 befinden sich unter dem Dach des Marien Hospital Papenburg Aschendorf zwei Schulen: Die Schule für Gesundheits- und Krankenpflege/Kinderkrankenpflege und die Berufsfachschule für Altenpflege. Über den beiden Schulzweigen steht die neu gegründete Pflegeakademie St. Anna, die seit Inkrafttreten des Pflegeberufereformgesetzes 2020 die Ausbildung zur Pflegefachfrau anbietet.

## Eröffnung der neuen Notaufnahme
Die zentrale Notfallaufnahme (ZNA) ist vom Erdgeschoss in das Sockelgeschoss des Krankenhauses verlegt worden. Kurze Wege ermöglichen eine fließende Notfallversorgung innerhalb der verschiedenen Bereiche. So befindet sich unter anderem die Chest Pain Unit direkt neben dem Herzkatheterlabor mit nun zwei Linksherzkathetermessplätzen. Im Parallelbetrieb können sowohl die kardiologischen Standardversorgungen im 24-Stunden-Bereitschaftsdienst als auch elektrophysiologische Untersuchungen (EPU) und Katheterablationen durchgeführt werden.
Durch die Verlegung in das Sockelgeschoss ist die Liegendeinfahrt mit der ZNA auf einer Ebene und unmittelbar mit dem Schockraum verbunden. Durch die angegliederte Computertomographie (CT) werden schnellere Diagnosen für Patienten mit Polytrauma ermöglicht. Es stehen sechs Betten zur Überwachung, sechs Behandlungsräume mit monitorgestützter Überwachung und zwei Funktionsräume für kleinere operative Eingriffe zur Verfügung.

## Pflegeakademie St. Anna
Die Pflegeakademie St. Anna wurde am 1. Oktober 2019 durch den Zusammenschluss zweier Schulen für Gesundheits- und Krankenpflege sowie einer Altenpflegeschule gegründet. Sie befindet sich in der Trägerschaft der Marien Hospital Papenburg Aschendorf gGmbH.
Insgesamt verfügt die Akademie über 225 Plätze in der Pflegeausbildung.
Die Pflegeakademie St. Anna initiierte die Gründung eines Ausbildungsverbundes, in dem die Kooperationspartner praktische Ausbildungsmöglichkeiten anbieten. Dadurch wird die Lernortkooperation langfristig sichergestellt. Innerhalb des Ausbildungsverbundes ist es das Ziel, eine gleichbleibend qualitativ hochwertige Ausbildung anzubieten.

## Fachabteilungen
- Medizinische Klinik I (Kardiologie)
- Medizinische Klinik II (Gastroenterologie)
- Medizinische Klinik III (Geriatrie)
- Klinik für Orthopädie, Unfall- und Handchirurgie
- Allgemein- und Viszeralchirurgie
- Gynäkologie
- Geburtshilfe
- Pädiatrie
- Kinder- und Jugendpsychiatrie und -Psychotherapie (KJPP)
- Anästhesie
- Intensivmedizin
- Radiologie[3] (Nicht bettenführende Abteilung)
- Zentrale Notfallaufnahme (Nicht bettenführende Abteilung)

## Belegabteilungen
- Urologie
- Hals-Nasen-Ohrenheilkunde[3]

## Medizinische Versorgungszentren
- MVZ Papenburg
- MVZ Dörpen
- MVZ Weener[4]

## Einrichtungen, Zentren und Zertifizierungen
- Sozialpädiatrisches Zentrum (SPZ)
- Ambulantes Zentrum für Physiotherapie und Rehabilitation (PARC)
- Der Bunte Kreis Nord-West-Niedersachsen
- Zertifiziertes Hypertonie-Zentrum Deutsche Hochdruck Liga – Kardiologie
- Chest-Pain-Unit (Brust-Schmerz-Einheit) – Kardiologie
- Heart Failure Unit – Kardiologie
- DGSF Empfohlene systemisch-familienorientiert arbeitende Einrichtung – KJPP
- DGSF Empfohlene systemisch-familienorientiert arbeitende Einrichtung – SPZ
- Familienfreundliches Unternehmen – Marien Hospital Papenburg Aschendorf[5]
- Qualitätsmanagementsystem nach DIN EN ISO 9001:2015 zertifiziert
- proCumCert (pCC) und MAAS-BGW (Managementanforderungen zum Arbeitsschutz)